# Певеретт, Дэйв
Дэйв Певеретт (англ. Dave Peverett; 16 апреля 1943 года, Дульвич, Лондон, Великобритания — 7 февраля 2000 года, Орландо, Флорида, США) — британский певец и музыкант, вокалист/ритм-гитарист блюз-рок-группы «Foghat», которую он основал после ухода из «Savoy Brown».

## Ранние годы
Певеретт родился в Дульвиче 16 апреля 1943 года. У него есть брат, Джон Певеретт, который старше его на 4 года.
Дэйв был заядлым поклонником блюза и рок-н-ролла. Он освоил эти жанры во время выступления.
В начале 1960-х годов Певеретт был вокалистом группы «The Nocturnes», в которую входил его брат Джон на барабанах, Кит Саттон на гитаре, а также сосед Саттона Эл Коллинз на тенор-саксофоне.
«The Nocturnes» приобрели популярность в Лондоне как группа для пабов и клубов, а также поддерживали других исполнителей на студии звукозаписи в Сохо.

## Savoy Brown
После короткого тура со швейцарской блюз-рок-группой «Les Questions», где Дэйв и получил прозвище «Одинокий Дэйв», он присоединился к «Savoy Brown» в качестве ритм-гитариста, но, после ухода солиста Криса Юлдена весной 1970-го, в конечном итоге заняв его место.
Однако ещё во время прибывания Юлдена в группе, Дэйв всё же исполнил вокал на концерте в Лестершире 6 декабря 1968 года, поскольку сам Крис в то время страдал тонзиллитом.
После пяти альбомов с «Savoy Brown», последним из которых был «Looking In», Дэйв решил пойти своим путем, заодно прихватив с собой барабанщика Роджера Эрла и басиста Тони Стивенса.

## Foghat
Новый проект обрел форму с добавлением соло-гитариста Рода Прайса в январе 1971 года. Певеретт решил назвать новую группу «Foghat».
Через полгода, в июле 1972-го, группа выпустила свой первый одноименный альбом.

### Успех
Благодаря успеху раннего сингла, кавер-версии песни Вилли Диксона «I Just Want to Make Love to You», их дебютный релиз вскоре стал золотым.
В 1974 году Певеретт вместе с «Foghat» выпустили два альбома — Energized и Rock and Roll Outlaws, также получившие золотой статус.
Их пятый альбом Fool for the City был выпущен в 1975 году. Он стал первым, получившим платину. На этом альбоме Ник Джеймсон временно заменил оригинального басиста Тони Стивенса. Джеймсон также гастролировал с «Foghat» в поддержку альбома.

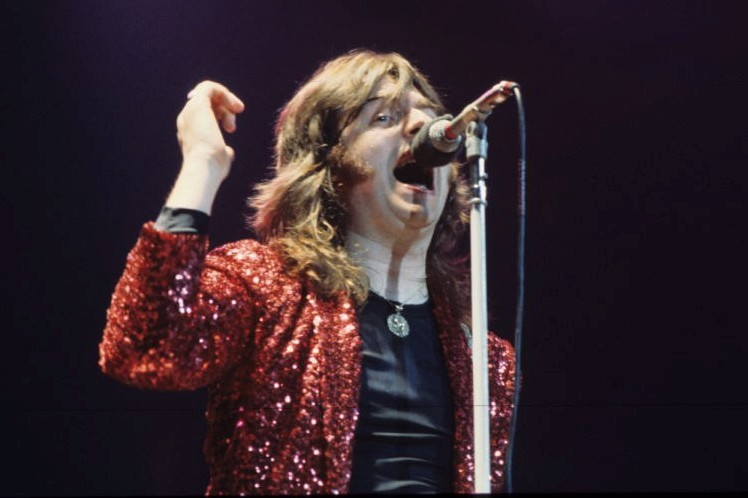
Певеретт в 1975 году.

В 1976 году группа записала очередной золотой альбом Night Shift, за которым последовал очень успешный Foghat Live 1977 года. Их следующий альбом Stone Blue вновь стал золотым.

## Воссоединение
При поддержке Рика Рубина Певеретт воссоединился с первоначальным составом «Foghat» в 1993 году, начав первый из нескольких туров. Дэйв продолжал писать и записывать песни не только для «Foghat», но и для самых разных проектов.

## Смерть
Певеретт умер в больнице Орландо (Флорида), штат Флорида, 7 февраля 2000 года в результате осложнений. Ему было 56 лет.

## Дискография

### с Savoy Brown
- Getting to the Point (1968)
- Blue Matter (1969)
- A Step Further (1969)
- Raw Sienna (1970)
- Looking In (1970)

### с Уорреном Филлипсом
- The World of Rock And Roll (1969)[8]

### с Foghat
- Foghat (1972)
- Rock and Roll (1973)
- Energized (1974)
- Rock and Roll Outlaws (1974)
- Fool for the City (1975)
- Night Shift (1976)
- Foghat Live (1977)
- Stone Blue (1978)
- Boogie Motel (1979)
- Tight Shoes (1980)
- Girls to Chat & Boys to Bounce (1981)
- In the Mood for Something Rude (1982)
- Zig-Zag Walk (1983)
- Return of the Boogie Men (1994)
- Road Cases (1998)
- Decades Live (2003)